# Jadah Marie
Jadah Marie Johnson (* 2. Juni 2005 in Fontana, Kalifornien) ist eine US-amerikanische Filmschauspielerin und Sängerin.

## Leben
Jadah Marie wurde im Juni 2005 als Tochter des Schauspielers Christian Redd geboren. Sie hat zwei Brüder.
Im Jahr 2015 bekam sie ihre erste Rolle in der Sitcom Mann & Wife. Die Serie lief bis 2017 und 2018 wirkte sie beim Spielfilm Ready Player One  als Schülerin mit. Im Jahr 2019 spielte sie in Descendants 3 – Die Nachkommen Celia, die Tochter von Dr. Facilier. 2020 stand sie als Flynn mit Booboo Stewart für die Serie Julie and the Phantoms vor der Kamera. Für das Lied Good to Be Bad erhielt sie in den USA eine Goldene Schallplatte.

## Filmografie
- 2015–2017: Mann & Wife (Fernsehserie, 28 Folgen)
- 2018: Ready Player One
- 2019: Descendants 3 – Die Nachkommen
- 2020: Julie and the Phantoms (Fernsehserie, 9 Folgen)